# 大崎市立長岡小学校
大崎市立長岡小学校（おおさきしりつ ながおかしょうがっこう）は宮城県大崎市にあった公立小学校である。

## 概要
大崎市の北東部にある農村地帯にあった小学校である。

## 沿革
- 1873年（明治6年） - 開校
- 1947年（昭和22年） - 長岡村立長岡小学校に改称
- 1954年（昭和29年） - 町村合併により、古川市立長岡小学校に改称
- 2006年（平成18年） - 市町合併により、大崎市立長岡小学校に改称
- 2021年（令和3年） 3月31日 - 児童数減少により、閉校。大崎市立古川北小学校に統合

## 通学区域
- 古川沢田字 上新田・北方・新樋田・諏訪西・反田・樋田・樋口・神守（沢田下区以外）・立海道（17-2）・中門（4～23）、古川沢田字 神守（199，200）・立海道（沢田上区以外）・中門（30～）・上原・大手・上河原・搦・小村渕・新貝沼・新原際・筒場・筒場浦・中河原・沼ノ上・舞台・古舘前・三ツ江・古川荒谷字 芋川・新芋川・新竹ノ花・新銘釼・新中上・竹ノ花・中上・銘釼・新町東（荒谷第二区以外）・新町（20，28～62） 古川狐塚字 忽滑 57、古川荒谷字 新町東（1，30）・新町（1～19，23，24，63～）・新光福寺・光福寺（26）・新樟（4，12，21）・本町東（4，5，9-1）、古川荒谷字 光福寺（22，24）・新蓑浦（荒谷第四区以外）・新樟（43，44）・本町東（1～3，22-3，24-2，34，40，52-2）・本町・蓑浦・古川荒谷字 新樟（85～89）・小道・新小道・新関太郎・簀ノ子町・斗瑩・本町東（66-1，71-3，74，90-1，129-1，140-1，140-2，141-2）・新蓑浦（5，8，11，15～20，50，110，197～）・古川長岡字 古川荒谷字 権現山・古川小野字 嵐山・岩崎・姥沢・小高・上蝦沢・朽木橋・新田・新姥ノ沢・横沢・中蝦沢（小野第二区以外）[2]

## 進学先中学校
- 卒業生が公立中学校を選択する場合は、古川北中学校へ進学する[2]。

## 学校教育目標
人間尊重の精神を基盤にして，豊かな心をもち，物事を主体的に判断し，明るく健康で，自分らしさを発揮できる児童を育成する。